# La Bible au féminin, tome 3 : Lilah
La Bible au féminin, tome 3 : Lilah est un roman de Marek Halter publié en 2005 aux Éditions Robert Laffont.

## Résumé
Lilah a 22 ans, elle est heureuse car celui qu’elle aime vient de revenir de la guerre. C’est un officier de l’armée du roi de Suse et de Babylone qui se fait appeler le roi des rois.
Lilah, elle, est une orpheline élevée par son oncle et sa tante, juifs exilés depuis la défaite face à Nabuchodonosor. Ils sont riches et tous deux à la tête d’ateliers très florissant.
Malgré cette différence de rang, l’officier propose le mariage à la jeune femme et c’est elle qui tergiverse. Son frère, Ezra,  ne veut en effet pas entendre parler d’un tel mariage. C’est en effet un juif fervent et, selon la loi de Moïse, il ne faut pas se marier en dehors du peuple élu.
Lilah espère le faire changer d’avis. Elle n’en aura pas le temps car la reine mère apprend ce mariage et veut s’y opposer. Elle s’oppose en effet au mariage de tous les officiers de l’armée de son fils car elle veut garder la main sur la politique du royaume. Elle fait venir Lilah au palais, comme la jeune fille lui plait, elle n’essaye pas de s’en prendre physiquement à elle, comme elle l’a déjà fait avec d’autres en les jetant en pâture à ses lions.
Lilah se rend compte qu’elle ne pourra pas épouser son amant et qu’elle doit quitter la ville si elle ne veut pas y laisser la vie. Elle pense alors qu’elle peut se servir de la haine de la reine pour favoriser son peuple. Cela fait en effet plusieurs générations qu’il est déporté à Suse et à Babylone alors que Jérusalem est en ruine. Il y a des années, un juif fervent est parti avec quelques centaines d’homme pour relever le temple mais Ezra vient d’apprendre qu’il est mort et que le temple de l’Eternel est toujours en ruine.
Elle a alors l’idée de se servir de la reine pour obtenir l’autorisation pour son frère de quitter la ville et de retourner avec tous ceux qui le veulent en Judée. Elle ira avec eux le temps de se faire oublier de la reine et reviendra vers son amant ensuite.
Sauf que la reine, si elle favorise bien le départ des juifs qui le souhaitent, se débrouille pour envoyer à l’autre bout de l’empire l’officier de telle manière que Lilah ne puisse même pas savoir où lui écrire.
Le départ est donc décidé, tous ceux qui le veulent peuvent suivre Ezra si bien que plus de 10 000 hommes, femmes, enfants vont le suivre. Il n’est néanmoins pas satisfait car il aurait voulu que tous les juifs le suivent. Néanmoins, ceux qui ont une bonne place ou un commerce lucratif ne veulent rien savoir. Ils vont néanmoins leur donner des chariots des vivres et tous ce qu’ils vont avoir besoin pour le voyage et leur installation.
Une fois sur place, Ezra et son peuple campent à l’extérieur de la ville. Sa priorité est de redresser le temple mais il se rend vite compte que les peuples voisins ne vont pas le laisser faire. Aux abords du camp, des tentes sont brulées et pillées et il doit revoir l’ordre de ses priorités. Ils vont remettre en état les murailles de la ville et restaurer les maisons pour s’y installer. Une fois ce travail terminé, ils peuvent seulement entreprendre de s’attaquer au temple. C’est à ce moment que les peuples voisins attaquent la ville et projettent par-dessus les murailles des flèches enflammées, dévastant une partie de la ville.
Ezra ne comprend pas pourquoi l’Eternel peut permettre cela et, poussé par les prêtres et d’autres juifs fervents, il en vient à penser que c’est parce que le peuple ne pratique pas la loi de Moïse. Lilah le convainc alors qu’il faut apprendre au peuple la loi et il organise de longues séances de lecture et d’apprentissage des textes saints. Néanmoins, cela ne semble pas suffire aux plus fervents et Ezra finit par dire que pour respecter la loi, il faut commencer par respecter la loi qui dit que l’on ne doit pas épouser des non-juifs. Il demande alors à ceux qui ont une épouse étrangère de la répudier et de chasser aussi les enfants issus de cette union. C’est ainsi que des femmes qui sont venues de Babylone ou de Suse pour suivre leur mari sont chassées. 
Lilah finit elle aussi par partir quand elle voit qu’elle n’a plus aucune influence pour son frère et qu’elle ne peut même pas empêcher les habitants de Jérusalem de jeter des pierres sur leur propre enfants qui essayent de rejoindre leur père, au pied des murailles de la ville.
Elle convainc certains de leur fournir des chariots et des vivres et s’occupe de réunir les femmes qui ne savent où aller. Néanmoins, un tel groupe de femmes seules ne peut qu’attirer les brigands qui non seulement y voient des proies faciles mais aussi une source de rapine. Les plus belles sont enlevées tandis que d’autres sont violées et que les autres sont massacrées.
Elles se réfugient alors dans des grottes voisines de la ville, mais ne peuvent vivre que grâce à la nourriture que leur envoient les anciens maris. Cela est de plus en plus difficile car Ezra a décidé que les vivres ne devaient pas quitter la ville.
Finalement, Lilah meurt alors qu’elle n’a même pas 25 ans. Lorsqu’Ezra se rend sur place pour récupérer son corps et l’enterrer décemment, il se rend compte que la plupart des habitants de la ville est déjà là pour assister à son enterrement au pied des grottes où elle a vécu sa dernière année.

## Série
- 2003 : La Bible au féminin, tome 1 : Sarah  (ISBN 2-221-09586-3)
- 2004 : La Bible au féminin, tome 2 : Tsippora  (ISBN 2-221-09587-1)